# Gersdorfer Burg

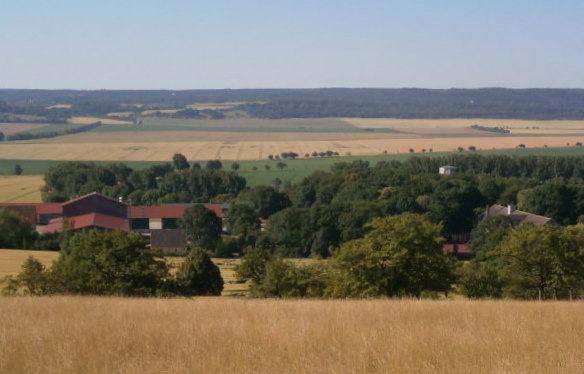
Blick auf Gersdorfer Burg von den Seweckenbergen, rechts im Bild der Bergfried

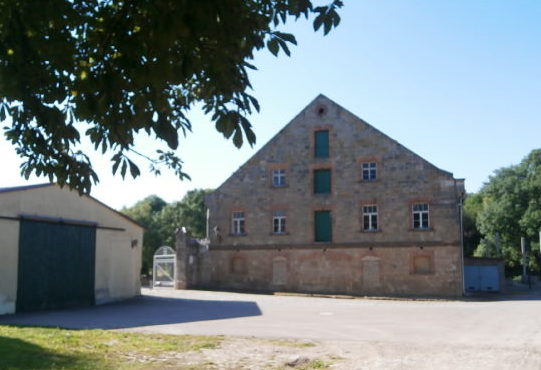
Gebäude

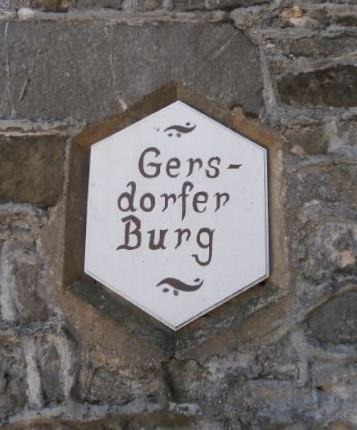
Schild Gersdorfer Burg

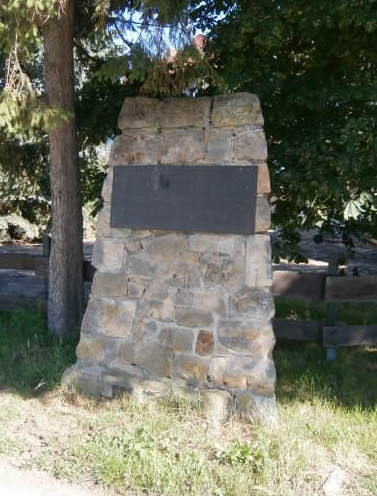
Gedenktafel Gersdorfer Burg

Gersdorfer Burg ist ein zwei Kilometer südlich gelegener Ortsteil von Quedlinburg im sachsen-anhaltischen Landkreis Harz und liegt in einer Höhe von 140 bis 150 Metern. Die Gersdorfer Burg ist im Quedlinburger Denkmalverzeichnis eingetragen und umfasst eine mittelalterliche Dorfanlage, die bereits im 13. Jahrhundert wüst gefallen ist, eine Burganlage, deren Gründung in die erste Hälfte des 12. Jahrhunderts zurückreicht und jüngere Wirtschaftsgebäude, die seit 1756 als landwirtschaftlicher Betrieb genutzt werden.
Nördlich der Gersdorfer Burg liegen die Seweckenberge, auf denen sich die Seweckenwarte befindet.

## Geschichte
Die villa Gerwigesthorp, ist östlich von Quedlinburg unterhalb der Seweckenberge gelegen und wurde 961 dem Quedlinburger Stift vermacht; sie fiel bereits in den 1260er Jahren wüst. 
Von der mittelalterlichen Burganlage, die vermutlich in der ersten Hälfte des 12. Jahrhunderts angelegt wurde, zeugt heute nur noch ein Bergfried. Es gibt Vermutungen, wonach die Burg bereits im 10. Jahrhundert entstand und als Stammburg von Graf Thietmar, dem Vater des Markgrafen Gero diente. Sie war Grundadels- bzw. zeitweilig Grafenburg. 
Für das Jahr 1155 wird ein Buchardus de Gersthorp als Lehnsherr des Stifts Quedlinburg genannt. Eine weitere Erwähnung stammt aus dem Jahr 1179. Zu diesem Zeitpunkt saßen Herren von Gerstorp auf einer Burg, die dem Quedlinburger Damenstift gehörte. 1303 erfolgte eine Erneuerung der Burg durch Grafen Gardun von Hadmersleben. Eine weitere Erwähnung als dat hus to gerstdorp stammt aus dem Jahr 1312.
Im Zuge einer Fehde zwischen dem Halberstädter Bischof Albrecht II. und den Grafen von Regenstein im Jahr 1332 gelangte das Amt Gersdorfer Burg an die Regensteiner. Durch die dann fortgesetzten Auseinandersetzungen wurde die Burg 1337, nach anderen Angaben erst 1349 zerstört und gelangte an den Bischof zurück.
Es erfolgte dann noch 1349, nach anderen Angaben erst 1369 ein Wiederaufbau durch Hinze von Dale. Es schlossen sich diverse Eigentümerwechsel an. Die Burg bestand aus Vor- und Hauptburg und nahm eine Fläche von etwa 130 mal 100 Metern ein.
1756, nach anderen Angaben 1755, wurde das weitläufige Burggelände zu einem Vorwerk umgestaltet. Dabei wurde die Burg bis auf den Bergfried abgerissen und die Steine zur Errichtung der Wirtschaftsgebäude genutzt. Aus dieser Zeit haben sich langgestreckte Wohnbauten, Teile der Einfriedung und jüngere Wirtschaftsgebäude erhalten. 1840 pachtete das Quedlinburger Saatzuchtunternehmen Heinr. Mette die Gersdorfer Burg. Später erwarb das Unternehmen auch das Eigentum. Auf die Tradition als Saatzuchtunternehmen verweist vor Ort eine Gedenktafel.

## Bergfried
Der Bergfried befindet sich im südlichen Teil des Stadtteils. Er erreicht eine Höhe von 24 Metern. Der auf einem achteckigen Grundriss errichtete Turm weist einen Durchmesser von 8,2 Metern auf, wobei die Mauern eine Stärke von drei Metern erreichen. Nach der politischen Wende des Jahres 1989 wurde der Bergfried mit Mitteln des Denkmalschutzes saniert.